# Florence Duperval Guillaume
Florence Duperval Guillaume (Port-au-Prince, 24 settembre 1964) è una politica e medico haitiana, Ministro della Salute dal 18 ottobre 2011.
In seguito alle dimissioni di Laurent Lamothe, il presidente Martelly la nomina Primo Ministro ad interim il 21 dicembre 2014, conformemente all'articolo 165 della Costituzione Haitiana del 1987. Il 16 gennaio 2015 le subentra Evans Paul.